# Benkovski (distrikt i Kărdzjali)
Benkovski (bulgariska: Бенковски) är ett distrikt i Bulgarien.   Det ligger i kommunen Obsjtina Kirkovo och regionen Kărdzjali, i den södra delen av landet, 220 kilometer sydost om huvudstaden Sofia.